# Paul J. Nahin
Paul Joel Nahin (né le 26 novembre 1940 dans le comté d'Orange (Californie)) est un ingénieur en électricité américain et l'auteur de vingt livres sur différents sujets de physique et de mathématiques, dont des biographies d'Oliver Heaviside, George Boole et Claude Shannon, des livres sur des concepts mathématiques comme l'identité d'Euler et l'unité imaginaire, ainsi que plusieurs livres sur les énigmes physiques et philosophiques du voyage dans le temps.
Né en Californie, il termine ses études secondaires au Brea Olinda High School (en) en 1958, avant d'obtenir un Bachelor of Sciences (BSc) de l'université Stanford en 1962, un Master of Science (MSc) au California Institute of Technology en 1963 et un doctorat (PhD) de l'université de Californie à Irvine en 1972, le tout en électrotechnique.
Il enseigne au Harvey Mudd College (en), à l'université de Virginie et au Naval Postgraduate School à Monterey (Californie). Depuis 2004, Nahin est professeur émérite en électrotechnique à l'université du New Hampshire.
Nahin reçoit le prix Chandler-Davis 2017 pour l'excellence dans la diffusion mathématique (Excellence in expository writing) et, en 1979, le premier prix d'écriture Harry-Rowe-Mimno décerné par l'IEEE Areospace and Electronic Systems Society.
Il épouse Patricia A. Telepka en 1962.

## Œuvres
- (en) Hot Molecules, Cold Electrons : From the Mathematics of Heat to the Development of the Trans-Atlantic Telegraph, Princeton University Press, 2020, 232 p. (ISBN 9780691191720, présentation en ligne)
- (en) Transients for Electrical Engineers : Elementary Switched-Circuit Analysis in the Time and Laplace Transform Domains (with a touch of MATLAB®), Springer, 2018 (ISBN 978-3-319-77598-2, présentation en ligne)
- (en) How to Fall Slower Than Gravity : And Other Everyday (and Not So Everyday) Uses of Mathematics and Physical Reasoning, Princeton University Press, 2018 (ISBN 9780691176918, présentation en ligne)
- (en) In Praise of Simple Physics : The Science and Mathematics behind Everyday Questions, Princeton University Press, 2016 (ISBN 9780691166933, présentation en ligne)
- (en) Inside Interesting Integrals : A collection of sneaky tricks, sly substitutions, and numerous other stupendously clever, awesomely wicked, and devilishly seductive maneuvers for computing nearly 200 perplexing definite integrals from physics, engineering, and mathematics (plus 60 challenge problems with complete, detailed solutions), 2014 (présentation en ligne)
- (en) Holy Sci-Fi! : Where Science Fiction and Religion Intersect, Springer, 2014 (ISBN 978-1-4939-0618-5, présentation en ligne)[2]
- (en) Will You Be Alive in 10 Years? : And Numerous Other Curious Questions in Probability, Princeton University Press, 2014 (ISBN 9780691156804, présentation en ligne)
- (en) The Logician and the Engineer : How George Boole and Claude Shannon Created the Information Age, Princeton University Press, 2012 (ISBN 9780691176000, présentation en ligne)
- (en) When Least Is Best : How Mathematicians Discovered Many Clever Ways to Make Things as Small (or as Large) as Possible, Princeton University Press, 2011 (ISBN 9780691218762, présentation en ligne)
- (en) Number-Crunching : Taming Unruly Computational Problems from Mathematical Physics to Science Fiction, Princeton University Press, 2011 (ISBN 9781400839582, présentation en ligne)
- (en) Dr. Euler's Fabulous Formula : Cures Many Mathematical Ills, Princeton University Press, 2011 (ISBN 9780691175911, présentation en ligne)[3]
- (en) Digital dice : Computational solutions to practical probability problems, Princeton University Press, 2008 (ISBN 9780691158211, présentation en ligne)
- (en) Time Travel : A Writer's Guide to the Real Science of Plausible Time Travel, Johns Hopkins University Press, 2011 (1re éd. 1997) (présentation en ligne)
- (en) Mrs. Perkins's Electric Quilt : And Other Intriguing Stories of Mathematical Physics, Princeton University Press, 2009 (ISBN 9780691135403, présentation en ligne)
- (en) Chases and Escapes (en) : The Mathematics of Pursuit and Evasion, Princeton University Press, 2012 (1re éd. 2007) (ISBN 9780691155012, présentation en ligne)[4]
- (en) Time Machines : Time Travel in Physics, Metaphysics, and Science Fiction, Springer, 1999, xxxiv + 628 (ISBN 978-0-387-95222-2, présentation en ligne)[5]
- (en) The Science of Radio : With MATLAB® and Electronics Workbench® Demonstrations, 2001 (1re éd. 1996) (ISBN 978-0-387-95150-8, présentation en ligne)
- Duelling Idiots and Other Probability Puzzlers, Princeton University Press, coll. « Princeton Puzzlers », 2000, 304 p. (ISBN 9780691155005, présentation en ligne)
- An Imaginary Tale : The Story of √-1, Princeton University Press, 2010 (1re éd. 1998), 296 p. (ISBN 9780691169248, présentation en ligne)[6],[7]
- (en) Oliver Heaviside : Sage in Solitude: The Life, Work, and Times of an Electrical Genius of the Victorian Age, New York, IEEE Press, 2002 (1re éd. 1988) (ISBN 0879422386, présentation en ligne)[8],[9],[10],[11]